# フィリップ・グリフィス
フィリップ・オーガスタス・グリフィス （Phillip Augustus Griffiths, 1938年10月18日 - ）は、アメリカ合衆国の数学者。プリンストン高等研究所教授。

## 略歴
ノースカロライナ州ローリー生まれ。1959年ウェイクフォレスト大学卒業。1962年プリンストン大学でPh.D.を取得。指導教授は小平・スペンサー理論で著名なドナルド・スペンサーであった。
カリフォルニア大学バークレー校、プリンストン大学、ハーバード大学、デューク大学、プリンストン高等研究所所長(1991 - 2003)を経て現職。
専門は代数幾何学、微分幾何学、積分幾何学、幾何学的関数論。Griffiths理論 (Hodge構造の分類空間の理論の導入)。非特異射影空間の超曲面のHodge構造におけるGriffithsの定理。コンパクト Kahler 多様体のコホモロジーの決定。Griffiths transversality。GriffithsのAbel-Jacobi写像。

## 受賞
- 1971年 - スティール賞（1回目）
- 2008年 - ウルフ財団ウルフ賞数学部門：複素微分幾何学への貢献、アーベル積分の周期理論、ホッジ構造分類に対して
- 2008年 - ブラウワー・メダル
- 2014年 - スティール賞（2回目、生涯の業績部門）
- 2014年 - チャーン賞